# 17α-Hydroxypregnenolon
17α-Hydroxypregnenolon ist ein Steroidhormon und ein Metabolit von Pregnenolon. Es fungiert als Vorläufer für 17α-Hydroxyprogesteron, ein Schlüsselsteroid in der Synthese von Cortisol und verschiedenen Androgenen. Die Hydroxylgruppe in Position 17 macht 17α-Hydroxypregnenolon zu einem reaktiven Zwischenprodukt in der Produktion männlicher und weiblicher Geschlechtshormone.

## Biogenese und biologische Bedeutung

Schematische Darstellung der Biosynthese der Steroidhormone.

Die Steroidogenese, bei der 17α-Hydroxypregnenolon eine zentrale Rolle spielt, findet in den Nebennieren, den Gonaden und im Gehirn statt. Die Umwandlung von Pregnenolon in 17α-Hydroxypregnenolon wird durch das Enzym 17α-Hydroxylase katalysiert. Dieses Hormon beeinflusst zahlreiche physiologische Prozesse, darunter Stoffwechsel, Immunantwort, Stressreaktion und Fortpflanzungsfunktionen. Abnormale Spiegel können auf verschiedene gesundheitliche Probleme hinweisen, wie hormonelle Störungen, Nebennierenhyperplasie oder polyzystisches Ovar-Syndrom (PCOS).
Die Serumspiegel von Pregnenolon und 17α-Hydroxypregnenolon können alters- und geschlechtsspezifische Unterschiede aufweisen. Diese Unterschiede wurden sowohl bei gesunden Personen als auch bei Neugeborenen beobachtet, was auf die Bedeutung dieser Hormone im menschlichen Entwicklungsprozess hinweist.

## Bedeutung als Biomarker
In der klinischen Praxis dient die Messung von 17α-Hydroxypregnenolon im Blut als wichtiger Biomarker für verschiedene Krankheiten und Zustände. Insbesondere wird es als ergänzender Test für kongenitale adrenale Hyperplasie (CAH) verwendet, vor allem wenn Defizite in den Enzymen 21-Hydroxylase und 11-Hydroxylase ausgeschlossen wurden. Es kann auch zur Bestätigung einer Diagnose eines 3β-Hydroxysteroid-Dehydrogenase- oder 17α-Hydroxylase-Mangels verwendet werden. Es ist Teil einer Testbatterie zur Evaluierung von Frauen mit Hirsutismus oder Unfruchtbarkeit, beides kann aus einer im Erwachsenenalter einsetzenden CAH resultieren.